# Правила Джордана
Правила Джордана (англ. Jordan Rules) — это применённая игроками «Детройт Пистонс» стратегия защиты против Майкла Джордана, направленная на ограничение его эффективности в нападении. Она была разработана Айзеей Томасом в 1988 году и заключалась в том, чтобы играть с Джорданом плотнее, применяя двойную, а иногда и тройную опеку против него. Цель стратегии была направлена на то, чтобы не давать Майклу Джордану свободного пространства, всё время, опекая его. Эта стратегия также иногда применяется против других результативных защитников. Правила Джордана были ключевыми моментами противостояния «Плохих парней» из Детройта и «Чикаго Буллз» Майкла Джордана в конце 1980-х и начале 1990-х годов. Важнейшую роль в этой стратегии играли Деннис Родман и Билл Лэймбир, которые старались не пускать Джордана в трёхсекундную зону.
Правила Джордана были наиболее эффективны в первых трёх сериях плей-офф между «Детройтом» и «Чикаго». В полуфинале Восточной конференции 1988 года «Детройт Пистонс» одержал вверх над «Чикаго Буллз» в серии со счётом 4-1. В Финале конференции 1989 года «Детройт» был сильнее «Чикаго» и победил 4-2. В 1990 году также в финале конференции победу снова отпраздновали игроки «Детройта» 4-3. После этих двух побед «Детройт Пистонс» становились чемпионами НБА. Только в 1991 году «Чикаго Буллз» смогли нейтрализовать Правила Джордана за счёт треугольного нападения, разработанного их тренером Филом Джексоном и его ассистентом Тексом Уинтером. Они смогли победить «Плохих парней» из Детройта со счётом 4-0 в финале конференции. В том же году Джордан и компания завоевали первый титул чемпиона НБА, победив в финале НБА «Лос-Анджелес Лейкерс» в пяти матчах. «Детройт Пистонс» после этого выходили в плей-офф в 1992, 1996, 1997, 1999 и 2000 годах, ни разу не пройдя первый раунд плей-офф вплоть до 2002 года.
Эта стратегия впоследствии использовалась «Нью-Йорк Никс» с 1992 по 1998 год. Однако «Никс» не были столь успешны, как «Пистонс», в сдерживании Майкла Джордана. Джордан встречался с «Нью-Йорк Никс» в плей-офф НБА в 1991, 1992, 1993, 1996 годах. Во всех четырёх случаях «Чикаго Буллз» был сильнее и в итоге выигрывали чемпионат НБА.